# Edmund Husserl
Edmund Gustav Albrecht Husserl (tiếng Đức: [ˈɛtmʊnt ˈhʊsɐl];; phiên âm tiếng Việt: Étman Huxéc; 8 tháng 4 năm 1859 – 27 tháng 4 năm 1938) là một nhà triết học vô thần và toán học Đức-Do Thái có công sáng lập trường phái hiện tượng học.
Trong các tác phẩm sơ kỳ, Husserl chỉ trích chủ nghĩa duy sử và chủ nghĩa duy tâm lý trong lĩnh vực logic học thông qua các phân tích về tính ý hướng. Trong các tác phẩm thuộc giai đoạn chín muồi về sau, ông theo đuổi nỗ lực nhằm tạo dựng một khoa học nền tảng hệ thống dựa trên một khái niệm mà ông gọi là "giảm trừ hiện tượng học". Husserl cho rằng ý thức siêu nghiệm hạn định mọi tri thức khả hữu, theo đó tái định hình môn hiện tượng học thành một triết học duy tâm-siêu nghiệm. Tư tưởng của Husserl đã ảnh hưởng sâu sắc đến bối cảnh triết học phương Tây thế kỷ XX, giúp ông trở thành một trong những nhân vật chủ chốt của nền triết học đương đại.
Husserl từng học toán theo sự dạy bảo của Karl Weierstrass và Leo Königsberger, học triết theo sự dìu dắt của Franz Brentano và Carl Stumpf. Ông giữ chức Privatdozent đảm trách dạy triết tại Đại học Halle kể từ năm 1887, sau được phong chức giáo sư, lần đầu tại Göttingen kể từ năm 1901, và lần thứ hai tại Freiburg kể từ năm 1916 cho tới khi về hưu vào năm 1928. Năm 1933, do chính sách chủng tộc hiện hành của Đảng Công nhân Đức Quốc gia Xã hội chủ nghĩa, Husserl bị sa thải khỏi thư viện Đại học Freiburg, vài tháng sau cũng đành từ chức tại Deutsche Akademie. Ông qua đời sau một trận ốm tại Freiburg vào năm 1938.

## Tiểu sử
Husserl sinh ngày 8 tháng 4 năm 1859 ở Prossnitz (Moravia), trong một gia đình Do Thái phi chính thống, sau này ông đã cải sang đạo Tin lành. Trong những năm 1876-78, Husserl nghiên cứu thiên văn học ở Leipzig, ở đó ông cũng đã chú ý đến các giáo trình về toán, vật lý và triết học. Ông tìm đến Wilhelm Wundt nghe giảng về triết học. (Wundt là người đầu tiên thành lập viện tâm lý học thực nghiệm). Giáo viên cố vấn của Husserl lúc này là Thomas Masaryk, học trò cũ của Franz Brentano, người sau này đã trở thành tổng thống đầu tiên của Tiệp Khắc. Từ năm 1878 đến 1881 Husserl tiếp tục những nghiên cứu về toán, vật lý và triết học ở Berlin. Thầy dạy toán của ông bao gồm Leopold Kronecker và Karl Weierstrass, phong cách làm việc khoa học của hai ông đã ảnh hưởng một cách đặc biệt lên Husserl giai đoạn về sau. Năm 1883, ông nhận bằng tiến sĩ toán học tại Vienna, với luận đề về "lý thuyết biến thiên" (the theory of variations). Sau đó, ông trở lại Berlin và trở thành trợ giảng của Weierstrass. Khi Weierstrass bệnh nặng, Masaryk đề nghị Husserl trở về Vienna, nghiên cứu triết học với Franz Brentano, tác giả của Tâm lý học từ một lập trường thường nghiệm (1874). Phục vụ trong quân đội một thời gian ngắn, Husserl theo lời khuyên của Masaryk và đã nghiên cứu với Brentano từ 1884-1886. Những bài giảng về tâm lý học và luận lý học của Brentano đã gieo một ảnh hưởng lâu dài lên Husserl, giúp ông có cái nhìn rộng hơn về một triết học mang tính khoa học một cách nghiêm ngặt.
Sau đó, Brentano đã giới thiệu Husserl đến với đồ đệ của mình ở Halle là Carl Stumpf, được biết đến nhiều nhất qua tác phẩm Tâm lý học âm sắc (1883/90). Sự giới thiệu này đã giúp cho Husserl có thể chuẩn bị và đệ trình luận văn Về khái niệm số (On the Concept of Number, 1887) dưới sự hướng dẫn của Stumpf.
Luận văn đó sau này đã được Husserl tập hợp lại và đem xuất bản coi như là chuyên khảo đầu tiên, Triết lý số học (1891). Trong tác phẩm này, Husserl đã dung hợp những khả năng của mình trong các lĩnh vực toán học, tâm lý học và triết học cốt để tạo ra một nền tảng tâm lý học cho số học (xem Willard 1984, trang 38-118; Bell 1990, trang 31-84). Thế nhưng, sách này đã bị phê bình ngay từ thuyết tâm lý nền tảng của nó bởi Gottlob Frege. Dường như Husserl đã lấy làm nghiêm trọng trước phê bình đó của Frege (xem Føllesdal 1958), mặc dù phê bình đó chưa nắm rõ được mục đích mà tác giả của Triết lý số học đặt ra xem logic như là một nhánh của tâm lý học, coi như logic thuộc về một "thuyết tâm lý nặng ký" (Mohanty 1982, trang 20). Du thế nào đi nữa thì Husserl cũng đã tấn công một cách kịch liệt về loại hình của thuyết tâm lý (lên đến 18 sự phản đối cả thảy) và đã phát triển nên phương pháp triết học mà ngày nay ông đã trở nên nổi tiếng nhờ nó: hiện tượng học.
Tác phẩm hiện tượng học đầu tiên được xuất bản vào năm 1900/01, gồm 2 tập, Các nghiên cứu logic. Tập I chứa đựng sự công kích mạnh mẽ chống lại thuyết tâm lý (psychologism), trái lại, tập II (dài hơn), gồm 6 nghiên cứu "nhận thức luận" và "tâm lý học mô tả", trong đó: (i) biểu thức và ý nghĩa; (ii) cái phổ quát; (iii) hữu thể học hình thức về thành phần và toàn thể (tiểu-toàn phần học); (iv) cấu trúc tiểu toàn phần và cấu trúc "cú pháp" của ý nghĩa; (v) bản chất và cấu trúc của ý hướng tính; (vi) sự tương quan giữa chân lý, trực giác và tri nhận. Ở giai đoạn này, Husserl gắn bó với lối giải thích của thuyết Platon mà ông trích xuất từ các ý tưởng của Hermann Lotze, mà đặc biệt là của Bernard Bolzano. Husserl đã tán thành thuyết Platon về ý nghĩa và nội dung tinh thần trong một lý thuyết về ý thức có chủ tâm (intentional consciousness) (xem Beyer 1996).
Vào thập niên đầu của thế kỷ XX, Husserl đã chắt lọc và biến đổi một cách đáng kể phương pháp của mình thành phương pháp "hiện tượng học siêu nghiệm" (transcendental phenomenology). Phương pháp này khiến chúng ta tập trung vào các cấu trúc yếu tính (the essential structures) cấp cho các đối tượng được tái hiện một cách ngây thơ như trong "thái độ duy nhiên" (natural attitude) (có đặc tính của cả đời sống thường nhật lẫn khoa học thường thức) đến việc "tự chúng tạo lập" nên trong ý thức. (Trong số những người đã ảnh hưởng lên Husserl có thể xem như là Descartes, Hume và Kant). Như Husserl đã giải thích chi tiết trong tác phẩm chính thứ hai của mình, Các ý tưởng (1913), rằng một viễn cảnh chung cuộc thuộc địa hạt của ý thức có chủ tâm được giả định là có thể cho phép các nhà hiện tượng học phát triển nên công cuộc giải trình khách quan một cách triệt để về những quan điểm cơ bản của họ nhắm về phía thế giới và chính họ, cùng với đó là thăm dò những sự tương kết hợp lý (rational interconnnections) của họ.
Husserl đã phát triển những ý tưởng này ở Göttingen, nơi ông có được sự ủng hộ từ phía Wilhelm Dilthey, người đã ngưỡng mộ tác phẩm Các nghiên cứu logic của ông và đã giới thiệu ông đến Bộ trưởng văn hóa Phổ. Sau đó, ông đã nhận ghế giáo sư vào năm 1901. Từ 1910/11 và 1913, ông đã làm việc như là đồng biên tập viên sáng lập tờ Logos (trong số ra đầu tiên với chuyên luận của ông "Triết học như là một khoa học nghiêm ngặt", chứa đựng bài phê bình về thuyết duy nhiên/ naturalism) và Niên giám hiện tượng học và nghiên cứu hiện tượng học (mở đầu với Các ý tưởng nhắm đến một hiện tượng học thuần túy và một triết học hiện tượng học.) Husserl ở lại Göttingen mãi cho tới năm 1916. Trong khoảng thời gian này ông đã tạo ra các phát kiến triết học quan trọng nhất (Mohanty 1995), như phương pháp hiện tượng học-siêu nghiệm, cấu trúc hiện tượng học của ý thức-thời gian, vai trò nền tảng của quan niệm liên chủ thể trong hệ thống khái niệm của chúng ta, cấu trúc-chân trời về tư duy thường nghiệm đơn lập của chúng ta,... Trong các tác phẩm sau này, đáng kế trong số đó là Về hiện tượng học của ý thức thời gian nội tại (1928), Logic hình thức và logic siêu nghiệm (1929), Những suy niệm kiểu Descartes (1931), Cuộc khủng hoảng của các khoa học ở châu Âu và hiện tượng học siêu nghiệm (1954) và Kinh nghiệm và phán đoán (1939) - chúng là những kết quả của việc phát triển cao hơn và thiết đặt ở các bối cảnh mới, như công cuộc phá sản của mối liên kết giữa các quan niệm cơ bản giữa khoa học so với những nền tảng khái niệm của chúng trong "thế giới đời sống" (các phân vùng) tiền khoa học (Cuộc khủng hoảng).
Vào năm 1916, Husserl đã trở thành người kế nhiệm Heinrich Rickert, giữ ghế giáo sư toàn phần ở Freiburg/Breisgau, ở đó sức làm việc của ông có phần giảm sút (Husserliana, vol. XI, XXXI). Ông đã tiếp nhận 4 bài giảng về "Phương pháp hiện tượng học và triết học hiện tượng học" ở University College, London vào năm 1922 (Husserliana, vol.XXXV). Năm 1923 ông nhận một cuộc gọi từ Berlin, nhưng từ chối. Husserl về hưu năm 1928, người kế nhiệm Husserl là trợ giảng trước đây của ông (và của Rickert) Martin Heidegger (tác giả của công trình Hữu thể và thời gian được ấn hành trong Niên giám của Husserl vào năm 1927). Năm 1929 Husserl đã chấp nhận lời mời đến Paris. Những bài giảng ở đó đã được xuất bản thành Những suy niệm kiểu Descartes (1931). Cùng năm đó, Husserl đã nhận một số cuộc nói chuyện về "Hiện tượng học và nhân học", bấy giờ ông đã tiến hành phê phán hai "đối cực" của mình là Heidegger và Max Scheler (Husserl 1997). Năm 1933 Hitler tiếp quản Đức. Husserl nhận cuộc gọi từ Los Angeles nhưng đã từ chối. Vì tổ tiên là người Do Thái, ông đã bị hắt hủi và cách ly. Năm 1935 ông đã nhận một chuỗi bài thỉnh giảng ở Prague, kết quả ở đó là tác phẩm chính cuối đời của ông, Cuộc khủng hoảng.
Edmund Husserl qua đời vào ngày 27 tháng 4 năm 1938 ở Freiburg. Các bản thảo của ông để lại (tổng cộng hơn 40000 trang) được hợp thức bởi Franciscan Herman Leo Van Breda, sau đó đã chuyển sang Leuven (Bỉ), ở đó thư khố Husserl đầu tiên được thành lập vào năm 1939. (Ngày nay, còn có nhiều thư khố khác đặt ở Freiburg, Cologne, Paris, New York và Pittsburgh.) Kể từ năm 1950 các thư khố Husserl tiến hành biên tập và xuất bản toàn tập Husserl, Husserliana.

### Lưu trữ
- Husserl-Archives Leuven, Kho lưu trữ-Husserl chính tại Leuven, Trung tâm Nghiên cứu Hiện tượng học Quốc tế.
- Husserliana: Edmund Husserl Gesammelte Werke, ấn bản quan trọng công trình của Husserl.
- Husserliana: Materialien, ấn bản cho giảng dạy và các tác phẩm ngắn.
- Edmund Husserl Collected Works, bản dịch tiếng Anh các tác phẩm của Husserl.
- Husserl-Archives tại Đại học Cologne.
- Husserl-Archives Freiburg.
- Archives Husserl de Paris, tại École normale supérieure, Paris.
- Các tác phẩm của hoặc nói về Edmund Husserl tại Internet Archive

### Liên kết khác
- Beyer, Christian. "Edmund Husserl". Trong Zalta, Edward N. (biên tập). Stanford Encyclopedia of Philosophy (bằng tiếng Anh).
- Smith, David Woodruff. "Phenomenology". Trong Zalta, Edward N. (biên tập). Stanford Encyclopedia of Philosophy (bằng tiếng Anh).
- Internet Encyclopedia of Philosophy: "Edmund Husserl (1859–1938). – Marianne Sawicki. Truy cập ngày 28 tháng 4 năm 2011.
- Papers on Edmund Husserl bởi Barry Smith
- Bản dịch tiếng Anh "Vienna Lecture" (1935): "Philosophy and the Crisis of European Humanity"
- The Husserl Page bởi Bob Sandmeyer. Bao gồm các văn bản trực tuyến bằng tiếng Đức và tiếng Anh.
- Husserl.net, dự án nội dung mở.
- "Edmund Husserl: Formal Ontology and Transcendental Logic." Chỉ dẫn thư mục về logic học và bản thể học hình thức của Husserl, kèm thư mục chú thích.
- The Husserl Circle.
- Cartesian Meditations trong Internet Archive
- Tư tưởng, Phần I trong Internet Archive
- Edmund Husserl on the Open Commons of Phenomenology. Thư mục hoàn chỉnh và liên kết đến các văn bản tiếng Đức, bao gồm Husserliana tập I–XXVIII